# Pilar Vidal i Ferrando
Pilar Vidal i Ferrando (Barcelona, 11 d'octubre de 1855 - Barcelona, 8 de febrer de 1932) va ser una actriu i cantant catalana.
Filla de Josep Vidal i Maymó natural de Riudoms i de Vicenta Ferrando de Tortosa. Va debutar com a cantant i actriu i s'instal·là a Madrid l'any 1889. Va passar pels teatres Maravillas i Variedades de Madrid abans d'entrar a l'Apolo, en el qual va acollir els seus majors triomfs com a actriu de caràcter en multitud de peces de sarsuela.
Va formar part de l'elenc que va estrenar les dues obres mestres del chenero chico: La verbena de la Paloma, en el paper de Señá Antonia, i La revoltosa, a més de moltes altres peces, com El dúo de la africana, El santo de la Isidra, Agua, azucarillos y aguardiente, El cabo primero, Por peteneras, Doloretes o El pobre Valbuena.
En la dècada de 1910, es va retirar dels escenaris i, abans de fer-ho, va triar l'estrena de l'obra Pajaritos y flores, de José Padilla, per acomiadar-se del públic. Va tornar a la ciutat natal, Barcelona.
Va morir a Barcelona l'any 1932, ja viuda del baríton Miquel Giménez.